# 喜連川判鑑
喜連川判鑑（羅馬字：Kitsuregawahangan）是被收錄在『續群書類從』第112卷第7系圖部，在江戶時代中期寫成關於關東公方和後來的古河公方以及下野國喜連川藩藩主家喜連川氏的系圖。
舊名是『御判鑑』。記錄了室町幕府將軍足利尊氏和足利義詮及喜連川昭氏（被本書記載為左兵衛督照氏）到承應2年（1653年）8月更改通稱為止的歷代關東公方、古河公方、喜連川氏歷代當主的事跡和花押（但是沒有記錄足利氏姬和足利國朝的花押。取而代之的是小弓公方足利賴淳的花押則有被記錄）。
元祿9年（1696年）5月（本書記載為『元祿丙子五月念一日』），喜連川藩重臣二階堂貞政（主殿）的所持本被複寫。複本被保存在常陸國水戶藩的彰考館，在後年『續群書類從』執筆之際被使用。而二階堂氏所持的原本則不知所終。